# Tuberaleyrodes bobuae
Tuberaleyrodes bobuae là một loài côn trùng cánh nửa trong họ Aleyrodidae, phân họ Aleyrodinae.
Tuberaleyrodes bobuae được Takahashi miêu tả khoa học đầu tiên năm 1934.